# Integritetsområde
Ett integritetsområde är inom ringteorin en kommutativ ring, som saknar nolldelare. Enligt vissa författare fordras dessutom att ringen har en enhet för att få benämnas integritetsområde. En ring, som uppfyller det senare villkoret, kallas även för en heltalsring. Ett ändligt integritetsområde är en kropp.

## Definitioner
Om (R,·,+) är en kommutativ ring med enhet är den ett integritetsområde om något av följande ekvivalenta villkor är uppfyll:
- R saknar nolldelare.
- De multiplikativa annulleringslagarna gäller: Om a ≠ 0 följer av ab=ac, att b=c.
- Nollidealet {0} är ett primideal.

## Exempel
- De jämna heltalen 2Z = {...-2, 0, 2, 4,...} är, enligt den svagare definitionen ovan, ett integritetsområde.
- Heltalen Z är, även enligt den starkare definitionen ovan, ett integritetsområde.
- En kropp är ett integritetsområde.
- En polynomring är ett integritetsområde om den är definierad över ett integritetsområde. Exempelvis är {\displaystyle \mathbb {Z} [x]}, ringen av alla polynom i en variabel med heltalskoefficienter ett integritetsområde.
- Om U är en sammanhängande öppen mängd i det komplexa talplanet så är ringen av alla analytiska funktioner {\displaystyle f:U\to \mathbb {C} } ett integritetsområde.

### Motexempel
- För {\displaystyle n\geq 2} är ringen av alla n×n-matriser inte något integritetsområde.

## Egenskaper
- Om R är ett integritetsområde, så finns (upp till isomorfi) en minsta kropp S som innehåller R som delring. Kroppen S kallas R:s fraktionskropp och består av element {\displaystyle ab^{-1}} där {\displaystyle a,b\in R} och {\displaystyle b\neq 0}. Exempelvis är fraktionskroppen till heltalen {\displaystyle \mathbb {Z} } de rationella talen {\displaystyle \mathbb {Q} }.
- Ett integritetsområdes karakteristik kan endast vara 0 eller ett primtal.
- Om R är en kommutativ ring med ett ideal P så är kvotringen R/P ett integritetsområde om och endast om P är ett primideal.